# Kirsten Marathon Melkevik
Kirsten Marathon Melkevik, née Melkevik le 29 mai 1970 à Øystese, divorcée Otterbu, est une coureuse de fond norvégienne. Elle a remporté la médaille de bronze aux championnats d'Europe de course en montagne 2007 et a remporté treize titres nationaux en athlétisme.

## Biographie
Kirsten commence la course à pied sur le tard, à l'âge de 32 ans, d'abord comme loisir pour accompagner une voisine en jogging. Elle participe à une course populaire de 10 kilomètres à Rådalen qu'elle remporte en 38 minutes. Elle reçoit alors une invitation du club d'athlétisme de Fana et accepte, encouragée par son mari. Impatiente d'obtenir de bons résultats, elle se surentraîne et en 2003, elle est victime d'une première fracture de fatigue à une jambe, puis à la seconde quelques mois plus tard,. Une fois remise de ses blessures, elle remporte ses premières médailles nationales en 2004 en cross-country, puis sur 10 000 mètres et 5 000 mètres. Le 9 octobre, elle décoche son premier titre de championne de Norvège de semi-marathon à Bergen.
Elle entame sa saison 2005 par une victoire au 20 van Alphen en battant notamment la Kényane Tegla Loroupe. Elle fait ses débuts en marathon à Hambourg où elle se classe sixième en 2 h 33 min 9 s. Le 14 août, elle participe à ses premiers championnats du monde et se classe 28e du marathon en 2 h 35 min 8 s.
En 2006, elle fait alors appel aux conseils de l'orienteur et coureur de fond Jan Fjærestad, connu pour ses entraînements intensifs. Ce dernier lui prépare un programme soutenu avec 300 à 350 kilomètres de course par semaine et inclut également de la course en montagne dans son entraînement. Celui-ci porte ses fruits et elle confirme ses talents de coureuse de fond polyvalente en remportant les titres de championne de Norvège du 5 000 m, 10 000 m, semi-marathon et cross-country. Le 12 août, elle termine treizième et meilleure Norvégienne du marathon des championnats d'Europe à Göteborg. Le 29 octobre, elle effectue une excellente course lors du marathon de Francfort. Alors que les athlètes éthiopiennes cèdent la tête de course à la Russe Svetlana Ponomarenko, Kirsten effectue une excellente remontée pour décrocher la deuxième marche du podium en 2 h 31 min 20 s avec la Marocaine Hafida Izem sur ses talons, 10 secondes derrière. Deux semaines plus tard, elle s'impose aisément lors des championnats nordiques de cross à Fredrikstad en terminant avec plus de 30 secondes d'avance devant la Suédoise Karolina Höjsgaard.
Le 9 juin 2007, elle remporte le marathon de Stockholm en battant la Suédoise Anna Rahm. Elle effectue une excellente course lors des championnats d'Europe de course en montagne à Cauterets. Tandis qu'Anita Håkenstad Evertsen s'impose devant la championne en titre Anna Pichrtová, Kirsten décroche la troisième marche du podium. Le 28 octobre, elle établit son record personnel du marathon en 2 h 29 min 12 s en terminant troisième du marathon de Francfort. Une semaine plus tard, elle défend avec succès son titre de championne nordique de cross à Södertälje résistant aux assauts des Suédoises Lisa Blommé et Ida Nilsson.
En 2008, elle change d'entraîneur pour Leif Inge Tjelta qui lui offre un programme plus varié et moins intensif. Le 17 août, elle est la seule Norvégienne au départ du Marathon des Jeux olympiques d'été. Elle se classe 34e en 2 h 34 min 35 s. Le 14 septembre, à Crans-Montana, elle lutte férocement avec Elisa Desco pour la médaille de bronze au Trophée mondial de course en montagne mais échoue au pied du podium pour deux dixièmes. Elle efface sa déception en décrochant la médaille d'or par équipes pour un point face à la Suisse.
Kirsten divorce en 2010. Lors de l'épreuve du 10 000 m aux championnats de Norvège à Sandnes, elle se lasse de voir apparaître le nom de son ex-mari. Elle décide alors de reprendre son nom de jeune fille mais en profite pour changer son nom légal en Marathon Melkevik. Le 12 décembre, elle connaît son meilleur résultat aux championnats d'Europe de cross-country en se classant 22e à Albufeira.
En 2011, elle décroche trois nouveaux titres de championne de Norvège, dont le premier en course en montagne en battant la fondeuse Heidi Weng.
Elle ne se consacre plus qu'à la course en montagne en 2013. Le 29 juin, elle remporte son second titre national de la discipline en s'imposant à la montée du Storehesten.

## Palmarès

### Route/cross
| Année | Compétition                              | Lieu               | Place | Épreuve       | Temps           |
| ----- | ---------------------------------------- | ------------------ | ----- | ------------- | --------------- |
| 2004  | Championnats de Norvège de semi-marathon | Bergen             | 1re   | Semi-marathon | 1 h 14 min 23 s |
| 2004  | Championnats nordiques de cross          | Ejby               | 2e    | Cross-country | 16 min 1 s      |
| 2005  | 20 van Alphen                            | Alphen-sur-le-Rhin | 1re   | 20 kilomètres | 1 h 9 min 5 s   |
| 2005  | Marathon de Hambourg                     | Hambourg           | 6e    | Marathon      | 2 h 33 min 9 s  |
| 2006  | Championnats d'Europe d'athlétisme       | Göteborg           | 13e   | Marathon      | 2 h 35 min 59 s |
| 2006  | Championnats de Norvège de semi-marathon | Kodal              | 1re   | Semi-marathon | 1 h 12 min 37 s |
| 2006  | Championnats de Norvège de cross         | Halden             | 1re   | Cross-country | 21 min 17 s     |
| 2006  | Marathon de Francfort                    | Francfort          | 2e    | Marathon      | 2 h 31 min 19 s |
| 2006  | Championnats nordiques de cross          | Fredrikstad        | 1re   | Cross-country | 16 min 49 s     |
| 2007  | 20 van Alphen                            | Alphen-sur-le-Rhin | 4e    | 20 kilomètres | 1 h 9 min 14 s  |
| 2007  | Göteborgsvarvet                          | Göteborg           | 1re   | Semi-marathon | 1 h 12 min 38 s |
| 2007  | Marathon de Stockholm                    | Stockholm          | 1re   | Marathon      | 2 h 37 min 3 s  |
| 2007  | Championnats de Norvège de cross         | Rindal             | 1re   | Cross-country | 21 min 18 s     |
| 2007  | Lidingöloppet                            | Stockholm          | 2e    | Cross-country | 35 min 23 s     |
| 2007  | Marathon de Francfort                    | Francfort          | 3e    | Marathon      | 2 h 29 min 13 s |
| 2007  | Championnats nordiques de cross          | Södertälje         | 1re   | Cross-country | 15 min 54 s     |
| 2008  | Göteborgsvarvet                          | Göteborg           | 1re   | Semi-marathon | 1 h 10 min 19 s |
| 2008  | Jeux olympiques d'été                    | Pékin              | 34e   | Marathon      | 2 h 34 min 35 s |
| 2008  | Marathon de Francfort                    | Francfort          | 5e    | Marathon      | 2 h 29 min 40 s |
| 2008  | Championnats nordiques de cross          | Copenhague         | 2e    | Cross-country | 27 min 32 s     |
| 2010  | Paderborner Osterlauf                    | Paderborn          | 2e    | Semi-marathon | 1 h 14 min 5 s  |
| 2010  | Marathon de Düsseldorf                   | Düsseldorf         | 5e    | Marathon      | 2 h 36 min 22 s |
| 2010  | Championnats d'Europe d'athlétisme       | Barcelone          | 16e   | Marathon      | 2 h 42 min 24 s |
| 2010  | Hytteplanmila                            | Hole               | 1re   | 10 kilomètres | 33 min 39 s     |
| 2010  | Championnats nordiques de cross          | Trondheim          | 2e    | Cross-country | 26 min 47 s     |
| 2011  | Semi-marathon Rome-Ostie                 | Ostie              | 6e    | Semi-marathon | 1 h 14 min 10 s |
| 2011  | Championnats de Norvège de cross         | Trondheim          | 1re   | Cross-country | 20 min 37 s     |
| 2011  | Hytteplanmila                            | Hole               | 2e    | 10 kilomètres | 34 min 1 s      |
| 2011  | Marathon de Francfort                    | Francfort          | 19e   | Marathon      | 2 h 35 min 9 s  |
| 2011  | Championnats nordiques de cross          | Uddevalla          | 3e    | Cross-country | 26 min 0 s      |
| 2014  | Championnats nordiques de cross          | Bergen             | 2e    | Cross-country | 21 min 49 s     |

### Piste
| Année | Compétition                          | Lieu     | Place | Épreuve       | Temps          |
| ----- | ------------------------------------ | -------- | ----- | ------------- | -------------- |
| 2006  | Championnats de Norvège d'athlétisme | Oslo     | 1re   | 10 000 mètres | 34 min 36 s 10 |
| 2006  | Championnats de Norvège d'athlétisme | Oslo     | 1re   | 5 000 mètres  | 16 min 19 s 41 |
| 2007  | Championnats de Norvège d'athlétisme | Askim    | 1re   | 10 000 mètres | 36 min 11 s 53 |
| 2008  | Nordic 10000m Challenge              | Glostrup | 1re   | 10 000 mètres | 32 min 31 s 45 |
| 2010  | Championnats de Norvège d'athlétisme | Sandnes  | 1re   | 10 000 mètres | 34 min 24 s 04 |

### Course en montagne
| no  | féminin            | Course                                        | Longueur | Départ            | Temps           |
| --- | ------------------ | --------------------------------------------- | -------- | ----------------- | --------------- |
| 20e | Médaille d'argent  | Montée du Skåla                               | 8,2 km   | 19 août 2006      | 1 h 23 min 16 s |
| 8e  | 8e                 | Trophée mondial de course en montagne         | 8,4 km   | 10 septembre 2006 | 49 min 47 s     |
| 3e  | Médaille de bronze | Championnats d'Europe de course en montagne   | 8,5 km   | 8 juillet 2007    | 52 min 56 s     |
| 17e | Médaille d'argent  | Montée du Skåla                               | 8,2 km   | 18 août 2007      | 1 h 24 min 10 s |
| 4e  | 4e                 | Trophée mondial de course en montagne         | 8,4 km   | 14 septembre 2008 | 45 min 30 s     |
| 9e  | 9e                 | Championnats d'Europe de course en montagne   | 8,5 km   | 10 juillet 2011   | 50 min 34 s     |
| 8e  | Médaille d'or      | Championnats de Norvège de course en montagne | 7,5 km   | 16 juillet 2011   | 54 min 57 s     |
| 33e | Médaille de bronze | Montée du Skåla                               | 8,2 km   | 17 août 2013      | 1 h 26 min 54 s |
| 26e | Médaille d'or      | Championnats de Norvège de course en montagne | 11 km    | 29 juin 2013      | 1 h 20 min 38 s |
| 29e | Médaille d'argent  | Bergen Fjellmaraton                           | 19,7 km  | 2 juin 2016       | 2 h 2 min 50 s  |

## Records
| Épreuve       | Performance     | Date             | Lieu               |
| ------------- | --------------- | ---------------- | ------------------ |
| 1 500 mètres  | 4 min 28 s 71   | 28 juillet 2004  | Fana               |
| 3 000 mètres  | 8 min 58 s 74   | 1er juillet 2008 | Bergen             |
| 5 000 mètres  | 16 min 1 s 00   | 4 octobre 2006   | Bergen             |
| 10 000 mètres | 34 min 31 s 45  | 25 mai 2008      | Roskilde           |
| 5 kilomètres  | 15 min 49 s     | 26 juin 2006     | Bergen             |
| 10 kilomètres | 33 min 15 s     | 7 septembre 2008 | Knarvik            |
| 20 kilomètres | 1 h 9 min 5 s   | 6 mars 2005      | Alphen-sur-le-Rhin |
| Semi-marathon | 1 h 10 min 19 s | 17 mai 2008      | Göteborg           |
| Marathon      | 2 h 29 min 12 s | 28 octobre 2007  | Francfort          |